# Alfonso G. Calderón
Alfonso G. Calderón är en ort i Mexiko.   Den ligger i kommunen Ahome och delstaten Sinaloa, i den västra delen av landet, 1 300 km nordväst om huvudstaden Mexico City. Alfonso G. Calderón ligger 30 meter över havet och antalet invånare är 3 456.
Terrängen runt Alfonso G. Calderón är platt åt nordost, men åt sydväst är den kuperad. Runt Alfonso G. Calderón är det ganska tätbefolkat, med 83 invånare per kvadratkilometer. Närmaste större samhälle är San Miguel Zapotitlan, 13,3 km söder om Alfonso G. Calderón. Trakten runt Alfonso G. Calderón består till största delen av jordbruksmark.